# 안드리 루닌
안드리 올렉시요비치 루닌(우크라이나어: Андрі́й Олексі́йович Лу́нін, 1999년 2월 11일 ~ )은 우크라이나의 축구 선수로 포지션은 골키퍼이다. 현재 레알 마드리드에서 선수로 뛰고 있다.

## 국제 경력
2019년, 루닌은 우크라이나 U-20 축구 국가대표팀의 첫 번째 2019년 FIFA U-20 월드컵 우승을 이끌었다. 그는 팀의 7경기 중 6경기에 출전했으나, 세르비아와 룩셈부르크와의 UEFA 유로 2020 예선 경기로 인해 우크라이나 성인 대표팀에 소집되면서 콜롬비아와의 8강전을 놓쳤다. 대한민국과의 결승전에서 3-1로 승리한 후, 루닌은 대회 최고의 골키퍼로 선정되어 골든 글러브를 수상했다.
2018년 3월 23일, 루닌은 우크라이나 축구 국가대표팀의 1-1 친선 경기 무승부에서 사우디아라비아를 상대로 데뷔했다. 19세 40일의 나이에 그는 막심 코발과 올렉산드르 쇼프콥스키가 세운 이전 기록을 뛰어넘어 당시 국가대표팀에서 가장 어린 데뷔 선수가 되었다.